# 維格河
維格河是俄羅斯的河流，位於卡累利阿共和國，由上維格河和下維格河組成。上維格河向西北流經沼澤地帶中數個小型湖泊，流進維戈澤羅湖，全長135公里。而下維格河是白海-波羅的海運河的一部分，從維戈澤羅湖出發向北，經過多個水壩在白海城附近注入白海奧涅加灣，全长102千米。
維格河的流域面积为27100平方千米。上維格河、维戈泽罗湖和下維格河加在一起总计314千米。在入海口的平均流量为每秒267立方米。翁達河等在维戈泽罗湖流入維格河。